# Amentotaxus hekouensis
Amentotaxus hekouensis — вид хвойних дерев родини Podocarpaceae. Батьківщиною цього виду є Китай (Юньнань).